# 저도항 (사천시)
저도항은 경상남도 사천시 마도동 저도 섬에 있는 어항이다. 2002년 10월 18일 어촌정주어항으로 지정하여 관리하고 있다. 시설관리자는 사천시장이다.

## 어항 구역
- 수역: 10,500m2 (사천시 마도동 151-25(제) 일원)
- 육역: 14,500m2[1]

## 어항 시설
- 방파제 210m, 선착장 117m, 물량장 74m

## 주요 어종
- 볼락, 감성돔, 쥐노래미, 바지락, 개조개